# Добри Џо Бел
Добри Џо Бел (енгл. Good Joe Bell) је амерички драмски филм чији режисер је Рејналдо Маркус Грин. Сценарио овог филма написали су Дајана Осана и Лери МекМуртри. У филму глуме Марк Волберг, Рајд Милер, Кони Бритон, Максвел Џенкинс и Гари Синис.
Радња филма се фокусира на истиниту причу о Џоу Белу, човеку који је почео да се шета по целим Сједињеним Америчким Државама да би људима подигао свест о вршњачком насиљу у школама након самоубиства свог сина Џадина.

## Улоге
- Марк Волберг као Џо Бел
- Рајд Милер као Џадин Бел
- Кони Бритон као Лола Бел
- Максвел Џенкинс као Џосеф Бел
- Гари Синис (улога непозната)
- Блејн Меј као Бојд Бенкс
- Аш Сентос као Ким

## Продукција
У априлу 2015. године објављено је да ће Кери Фукунага учествовати у прављењу новог филма, базираног на сценарију који су написали Дајана Осана и Лери МекМуртри. Фукунага би режирао филм, док би Данијела Таплин Ландберг, Рива Маркер и Ева Марија Даниелс продуцирале филм под Vision Chaos продукцијом и Parliament of Owls продукцијом. A24 би дистрибуисао филм. У априлу 2019, Марк Волберг, Рајд Милер, Кони Бритон, Максвел Џенкинс и Гари Синис су се придружили улогама. Рејналдо Маркус Грин би режирао филм, тиме мењајући Фукунагу који је тада постао продуцент филма, заједно са Волбергом, Џиленхолом и Стивенском Левинсоном. A24 више није био продуцент нити дистрибутер филма.